# Marina de Llucmajor

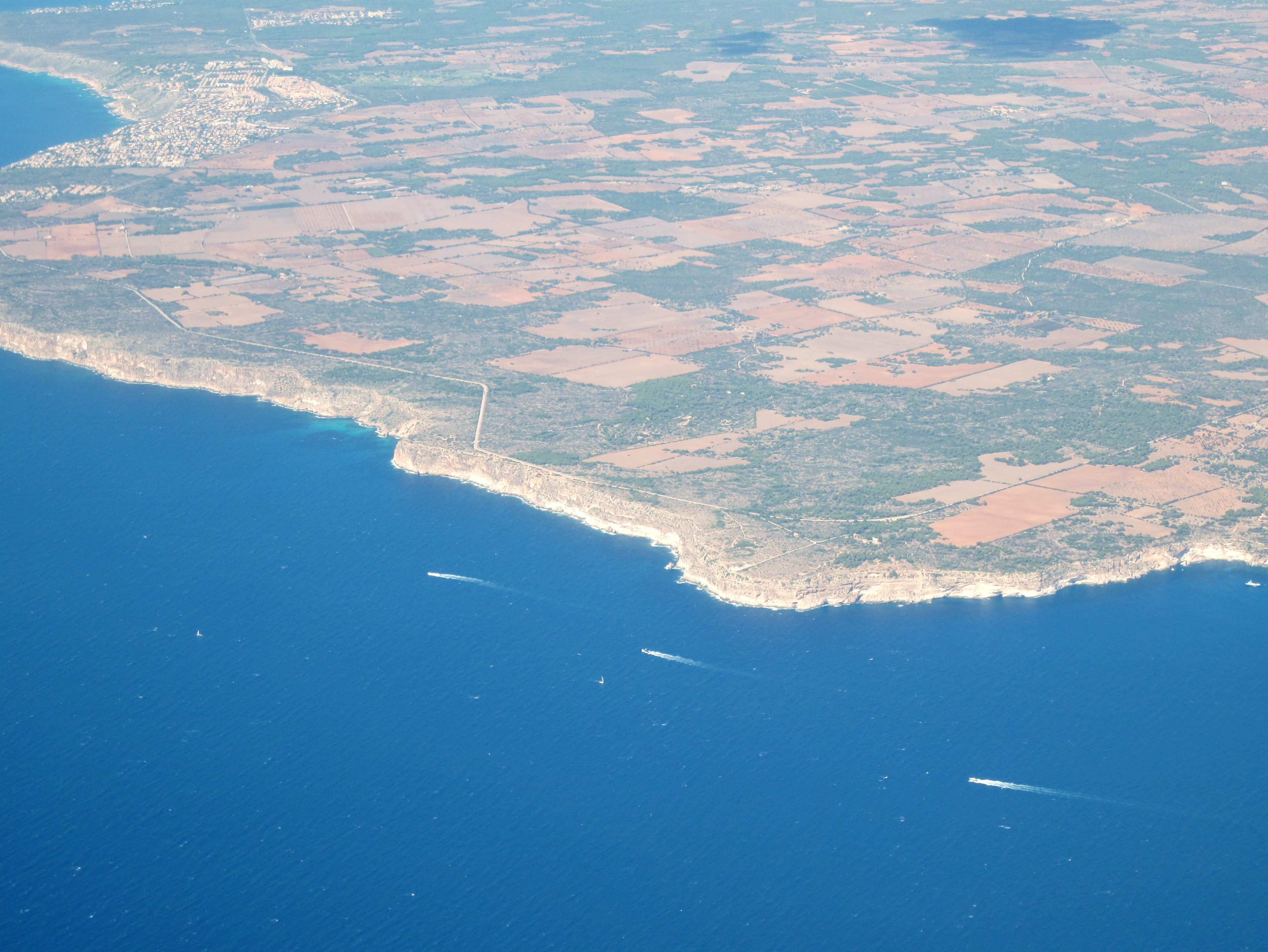
Marina de Llucmajor a la zona del Cap Blanc des de l'aire.

La Marina de Llucmajor és una zona costanera situada a la part més meridional de l'illa de Mallorca, en el municipi de Llucmajor, que confronta amb la mar mitjançant un complex de penya-segats i per terra amb el massís de Randa. Forma un altiplà que pot assolir 13,5 km d'amplària i entre els 75 i 100 m d'alçada.
La Marina és la denominació que rep el sector costaner del migjorn de Mallorca que s'estén des del Cap Negret al municipi de Llucmajor, situat al sud del Cap Enderrocat, fins a la Punta de n'Amer, al municipi de Sant Llorenç des Cardassar, exceptuant el Salobrar de Campos. La Marina de Llucmajor s'estén des de l'esmentat Cap Negret fins al Racó d'es Llobets, a s'Estanyol de Migjorn.
La part més propera a la mar, amb una amplària entre 1 km i 4 km, des del Davallador del Pou Salat fins a s'Estanyol de Migjorn, en terres de les possessions de sa Llapassa, Llucamet, s'Àguila, Betlem, es Cap Blanc, Capocorb Nou, Cala Pi, Vallgornera Nou, es Pas de Vallgornera, s'Estelella, So n'Avall i Son Reiners, està classificada com a àrea natural d'especial interès (ANEI) per part del Govern de les Illes Balears amb el núm. 25 o ANEI de la Marina de Llucmajor, i té una superfície de 3034 ha.

## Geologia

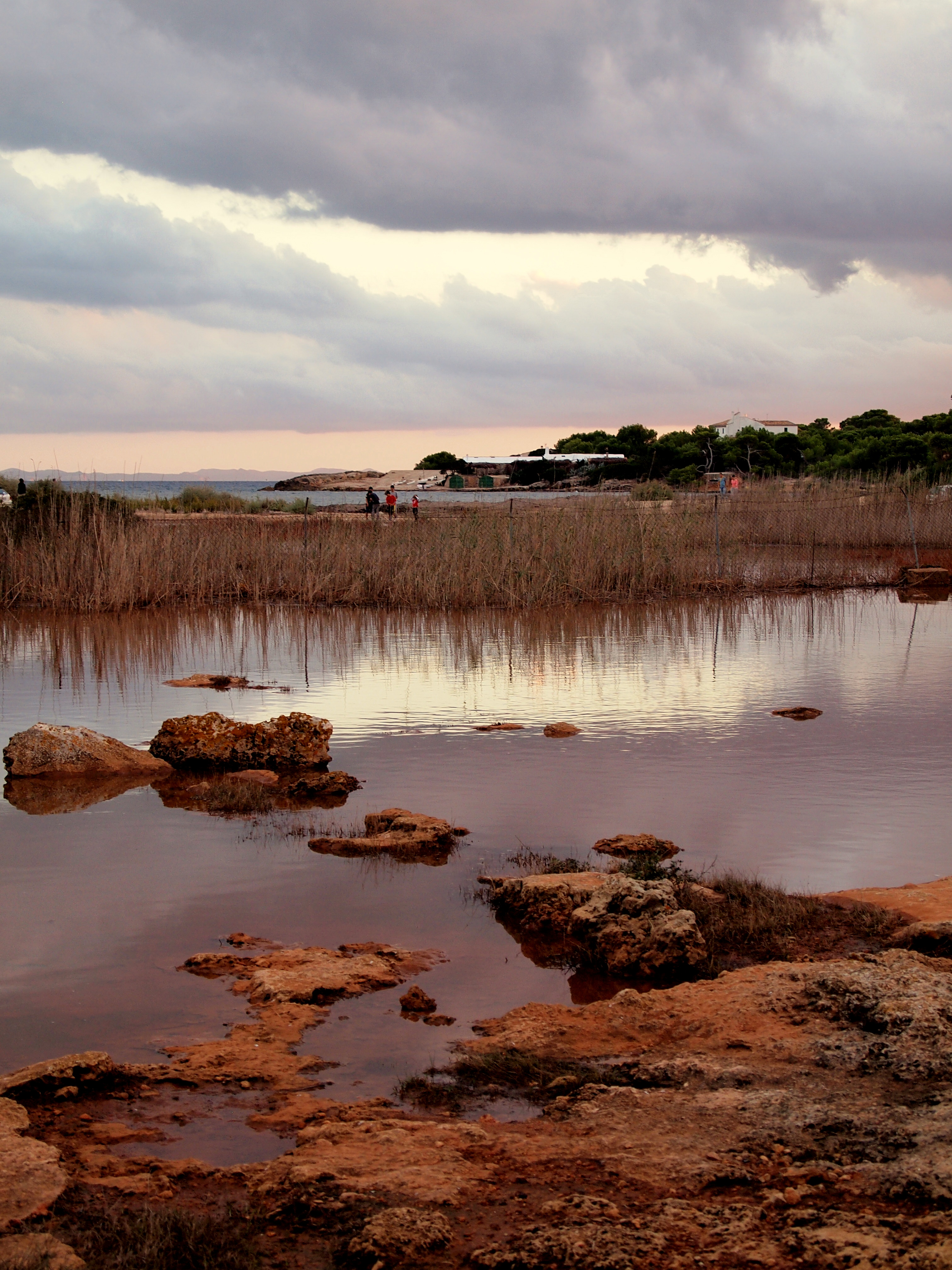
Bassa temporal de s'Estanyol o des racó de s'Arena

Geològicament és una plataforma calcària constituïda en la seva major part per una planícia horitzontal formada el Miocè mitjà (estatges Languià, Serraval·lià i Tortonià, entre els 16 i els 7 milions d'anys), que contrasta amb els penya-segats i perfils marins situats al sud del complex. S'originà per mitjà de la deposició i sedimentació, durant el Miocè, de materials calcaris d'origen escullós i que no ha estat sotmesa al plegament alpí. El sòl està constituït per terra rossa, coneguda a Mallorca com a call vermell, molt argilós, amb una proporció entre el 10 i 30% de carbonats. Aquesta plataforma, la roca sedimentària de la qual és erosionada per dissolució a través de l'acció combinada dels àcids orgànics i de l'aigua de pluja, presenta en la superfície basses temporals i barrancs. Cal excloure'n les terres on s'han superposat, dominants, els sediments i les dunes del Quaternari.
Les basses temporals són clots de captació i acumulació d'aigua dolça, que hi apareixen sobre les lloses, producte de la successiva dissolució o precipitació de carbonat de calci dissolt en l'aigua d'escorrentia, la qual cimenta la superfície de les calcarenites, o marès, per oclusió en la seva porositat.

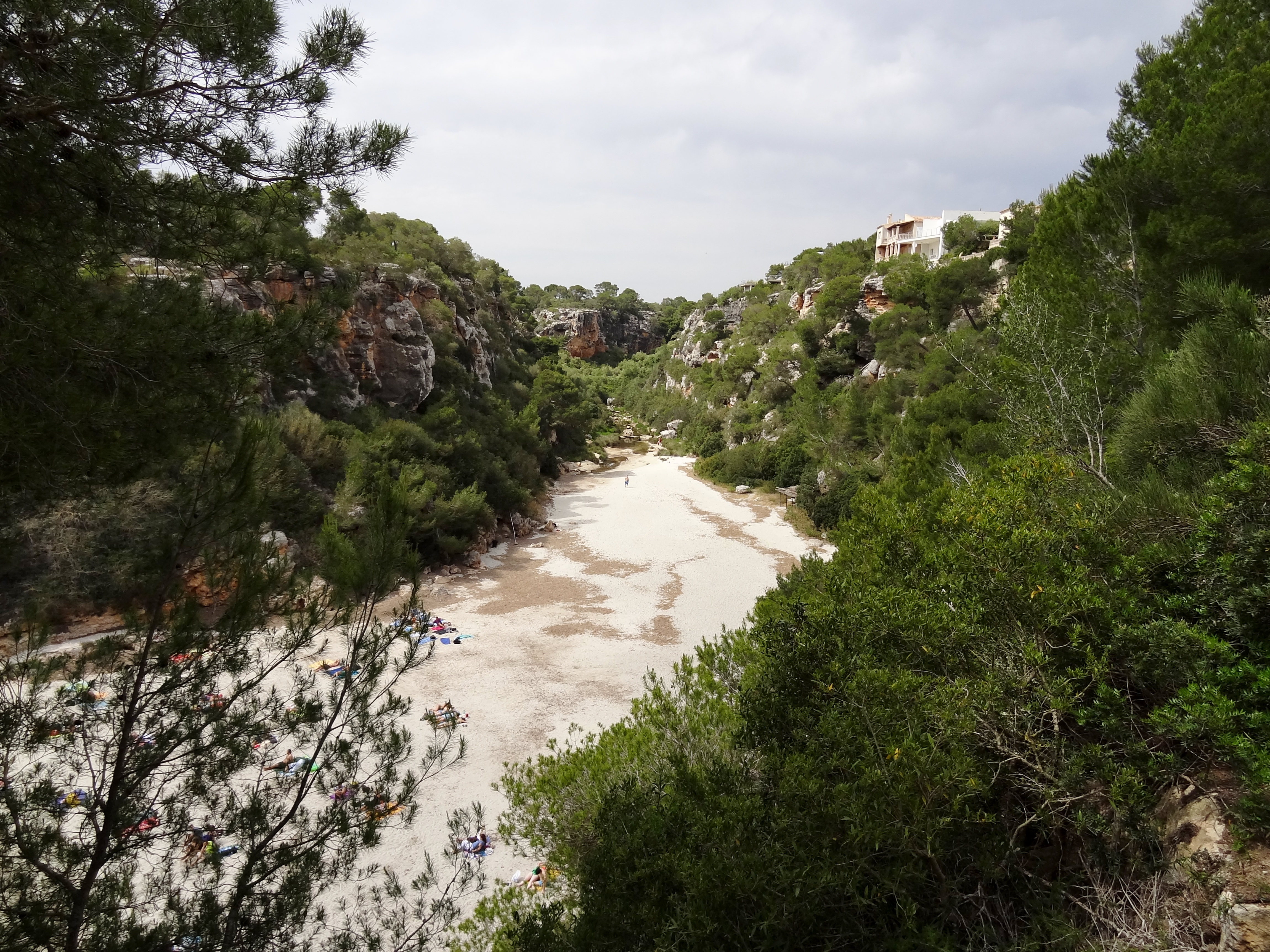
Barranc del torrent de Cala Pi

Els barrancs són el resultat de l'endinsament dels torrents per coincidència amb línies de fractura, diàclasi, i per dissolució de les calcàries. Hi ha pocs barrancs a la marina de Llucmajor, ja que els torrents són molt curts, els més importants són el del torrent de Cala Pi i el del torrent de Cala Beltran.
Els llims i les argiles que hi apareixen, sobretot damunt les roques calcàries nues, no provenen dels processos de dissolució, sinó que són duits per tempestes de pols d'origen saharià, del xaloc i del migjorn.
La naturalesa calcària de les roques i el seu contacte amb la mar han donat lloc a coves, la més destacada és la cova des Pas de Vallgornera. És una cova natural d'origen càrstic, situada sota la urbanització Es Pas de Vallgornera, que, amb més de 67 km de recorregut, és la cavitat de major desenvolupament de l'arxipèlag de les Balears. La seva entrada està situada a uns 22 m sobre el nivell de la mar i a uns 400 m de la costa. Està protegida per la Conselleria de Medi Ambient, del Govern de les Illes Balears i declarada Lloc d'Importància Comunitària (LIC) amb el codi ES5310049. És una cavitat única dins de l'endocarst de la zona del migjorn de l'illa, no tan sols per les seves dimensions sinó també per l'abundància d'espeleotemes poc freqüents i de morfologies de dissolució.

## Clima
El clima es caracteritza per l'aridesa, amb precipitacions molt baixes 300 l/m² a la zona de s'Estelella i 328 l/m² a la del Cap Blanc de mitjana. La sequedat s'accentua durant la primavera i l'estiu, quan l'evapotranspiració potencial supera les aportacions per precipitació, habitualment nul·les durant els mesos de juny, juliol i agost. Les precipitacions més abundants tenen lloc durant la tardor, moltes vegades en forma de ruixats produïts per núvols convectius que donen lloc a xaragalls que sovint deixen la roca mare al descobert. Les temperatures oscil·len entre els 16 i 17 °C de mitjana, essent el mes més fred el gener (10,2 °C de mitjana) i el més calent l'agost (24,9 °C de mitjana).

## Flora

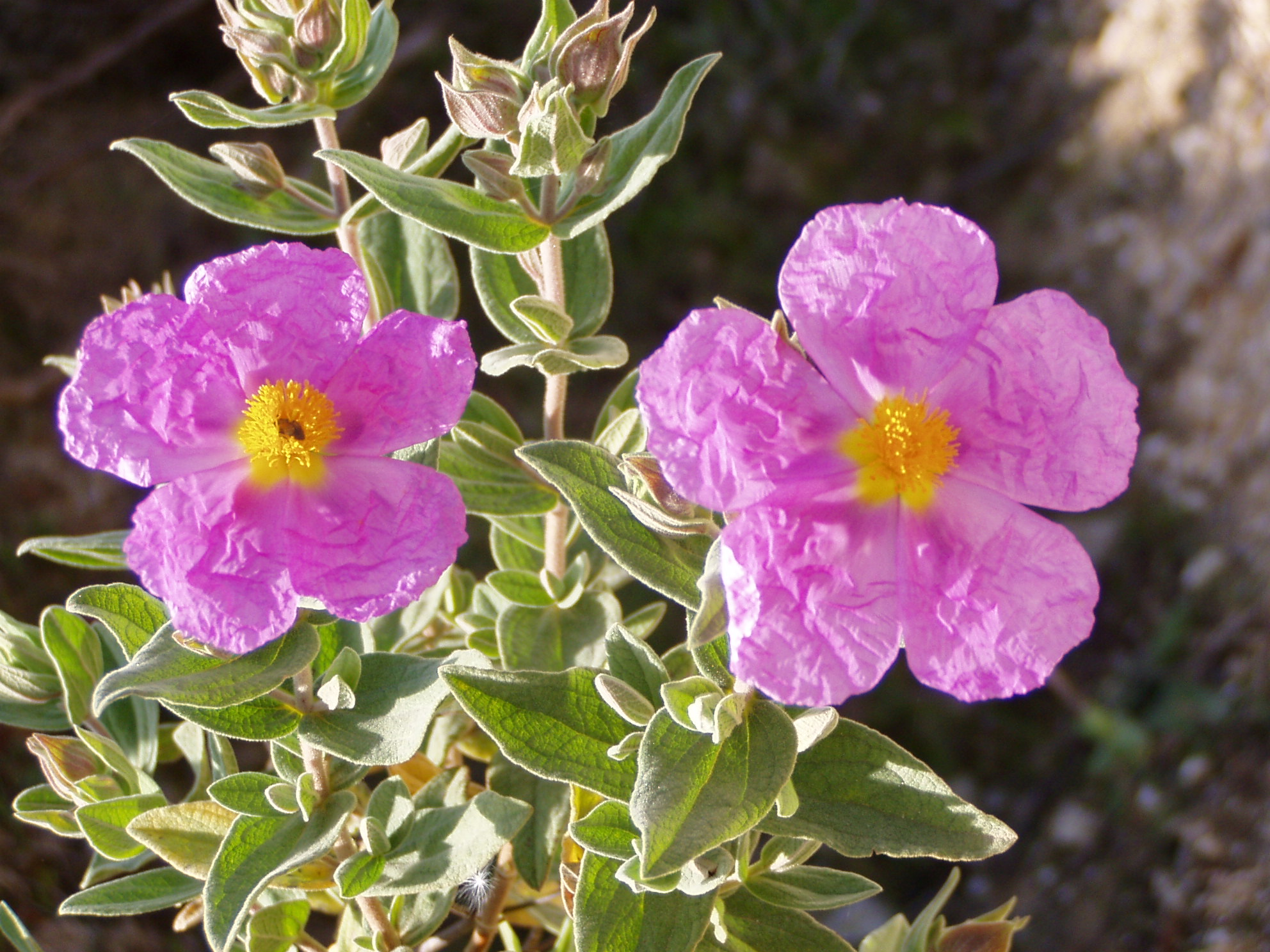
Flors d'estepa blanca, Cistus albidus

Quant a la vegetació hi ha plantes heliòfiles, que suporten bé la forta insolació, i plantes xeròfiles, que suporten la sequedat. El garrigar d'ullastres (Olea europea v. silvestris) n'és la vegetació climàcica, amb pi blanc (Pinus halepensis) i mates (Pistacia lentiscus). Hi creixen espècies definidores com l'escanyacabres (Cneorum tricoccon L.), les esparregueres (Asparagus horridus L., Asparagus acutifolius L., Asparagus albus L.), les estepes (Cistus albidus L., Cistus salviifolius L.), el fenàs (Brachypodium retusum (Pers.) Beauv.), les lletreres (Euphorbia maresii Knoche subsp. maresii), la rapa de frare (Arum pictum L. subsp. sagittifolium Rosselló & L. Sáez.) i altres rapes, i la vidalba (Clematis vitalba L.). Hi ha plantes endèmiques: la Filago petro-ianii Rita & Dittrich, una varietat de pi blanc (Pinus halepensis ceciliae) descobert el 1972 a la mateixa Marina de Llucmajor, i geòfits com la ceba marina (Urginea maritima (L.) Baker), el narcís (Narcissus serotinus L.) i el safrà bord (Crocus cambessedesii J. Gay). També hi són presents la savina (Juniperus phoenicea L. subsp. turbinata (Guss.) Nyman) i les orquídies, d'entre les quals destaca l'espècie Barlia robertiana (Loisel) Greuter, la més grossa de Mallorca. A les basses s'hi troben algues. Als penya-segats, línia de contacte entre la marina i la mar, és l'hàbitat de plantes del gènere Limonium i del socarrel (Dorycnium pentaphyllum Scop.), encoixinats i espinosos, que suporten el vent i l'esprai marí.

## Fauna

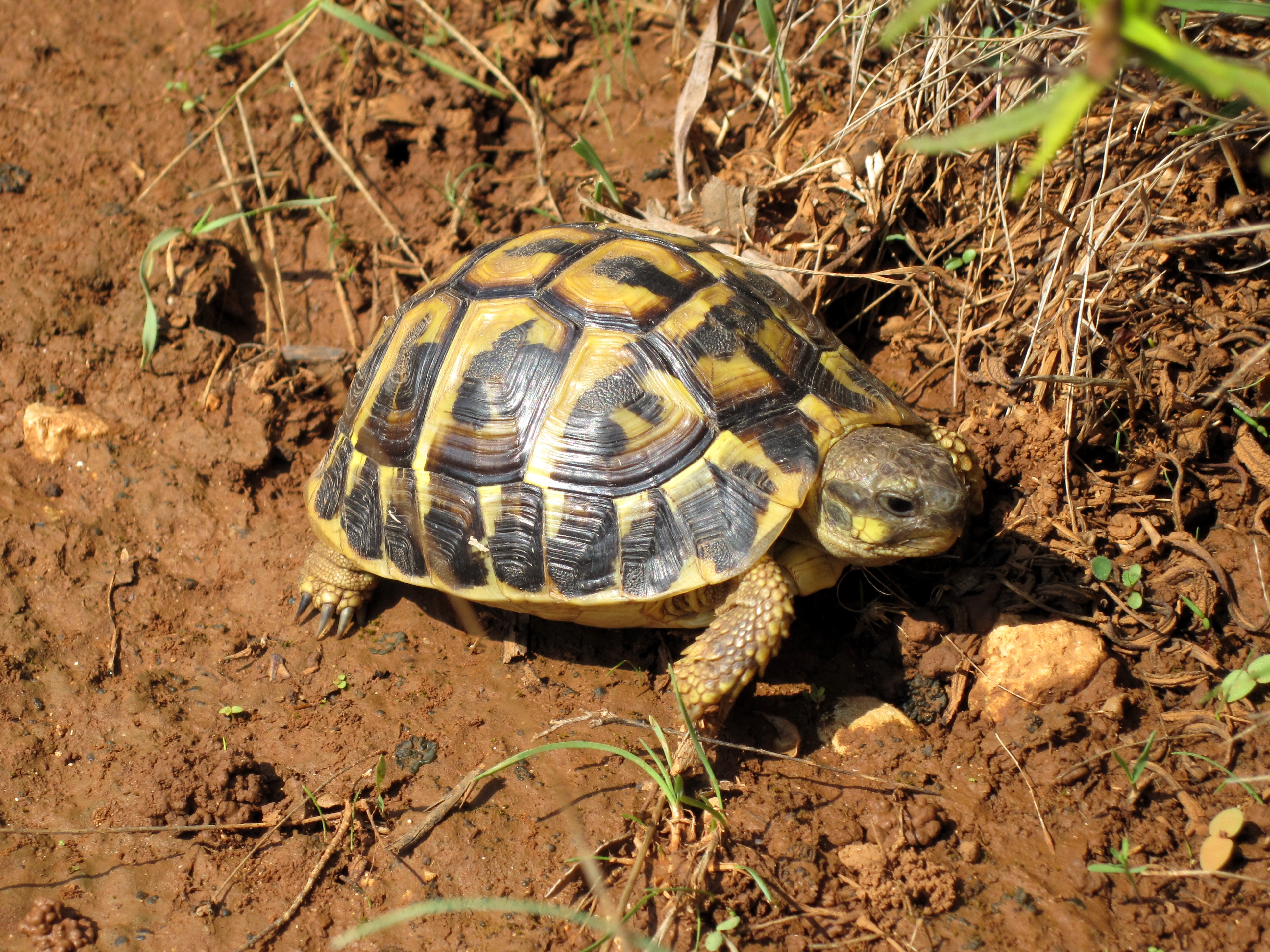
Tortuga de terra o Testudo hermanni

Pel que fa a la fauna, s'hi troben el calàpet (Bufo viridis ssp. balearica), la serp de garriga, la tortuga de terra, el buscaret coallarga, el corb, l'esparver, l'òliba comuna, la milana, el mussol, el sebel·lí i el conill. Les basses, que romanen seques durant l'estiu, acullen una interessant comunitat de crustacis, d'insectes i d'amfibis. A Mallorca se n'han inventariat 109 i d'elles, 90 estan ubicades dins la marina de Llucmajor. Aquestes basses formen ecosistemes de gran importància per la qual cosa han estat declarades Lloc d'Importància Comunitària (LIC), dins de la xarxa Natura 2000 (Directiva del Consell Europeu 92/43/CEE), amb el número ES5310037.
Els penya-segats costaners que arriben als 120 metres d'alçada al sector de ponent, són prou inaccessibles per afavorir la presència d'ocells, com el corb marí.

## Activitat humana

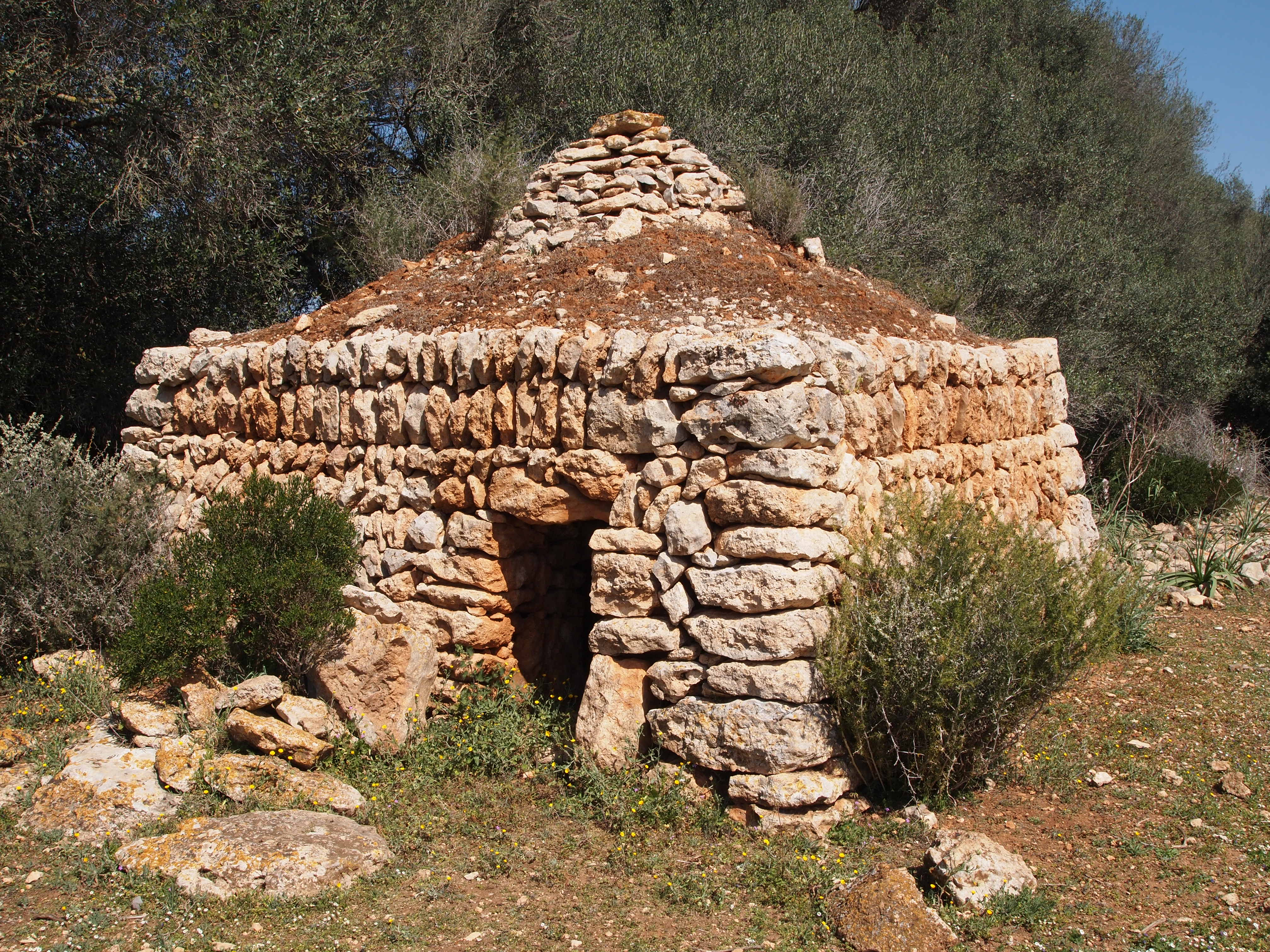
Barraca de roter de la possessió de Ses Males Cases

L'activitat humana que s'hi ha desenvolupat des de l'època pretalaiòtica, ha hagut de fer front al medi hostil. S'hi ha practicat la caça, la recol·lecció, la ramaderia ovina extensiva i l'agricultura marginal de secà, per la qual cosa sovint s'ha hagut de recórrer a l'enginy per a la captació d'aigua. Hi ha abundants i importants jaciments arqueològics com ara coves sepulcrals i restes de poblats talaiòtics, destacant el poblat talaiòtic de Capocorb Vell.

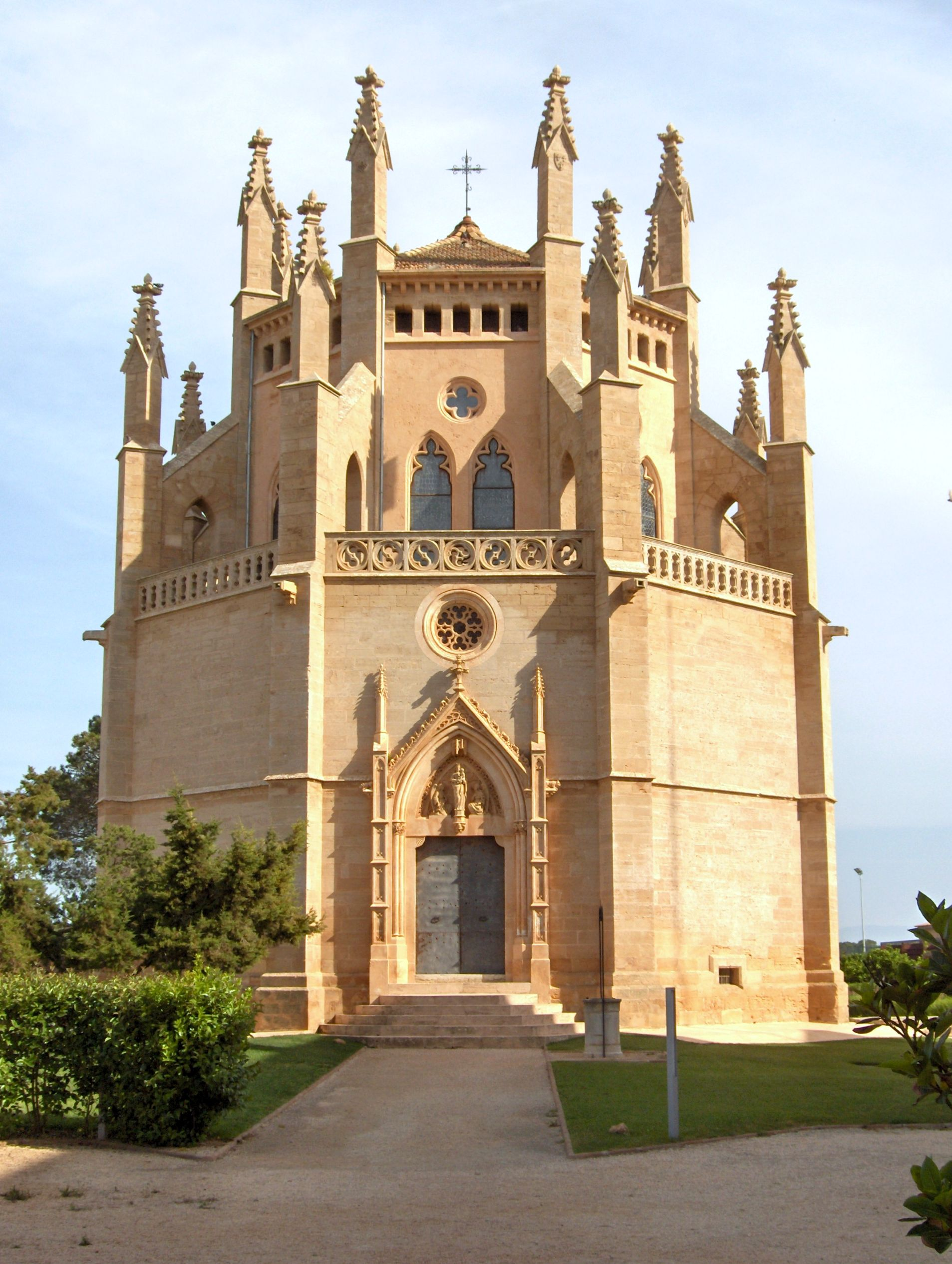
Capella de la possessió de Sa Torre

La ramaderia ovina, a vegades, hi ha requerit la transhumància, per causa de la manca de pastures durant l'estiu. Les guardes eren duites cap a la Serra de Tramuntana a través de camins, com el de Muntanya, que va des de la possessió de sa Torre fins al Puig des Teix. El sòl només ha estat apte per al conradís a força d'espedregar-lo i de llaurar-lo a fons. Les pedres i les lloses que s'hi han extret s'han fet servir per a obres, com parets, barraques i abeuradors coberts. També s'han explotat pedreres de marès al llarg de tota la costa i s'empraren per construir importants edificis, destacant la Seu de Mallorca.
La marina de Llucmajor sofrí sovint atacs de pirates. El 1543 els turcs otomans s'aliaren amb els barbarescs, convertint-se en una constant amenaça per a tota Mallorca, per la qual cosa es construïren tres torres de guaita (torre des Cap Blanc, torre de Cala Pi i torre de s'Estelella), alineades, al llarg de la línia de costa de la Marina de Llucmajor amb la finalitat d'avisar a la població perquè es refugiàs abans de l'arribada dels pirates. Amb els anys perderen valor aquestes torres però no la situació privilegiada, per la seva alçada, de la Marina i s'hi instal·laren, a principis del segle xx, bateries de costa amb l'objectiu de defensar la badia de Palma i les platges del migjorn. Són les bateries de Cap de Regana, Punta Llobera, Cap Blanc i Cala es Carril, que foren desmantellades a finals del segle XX i principis del XXI.
L'estructura de la propietat, tradicionalment latifundista, ha girat entorn de la possessió, on es practicava, a les terres més marginals, el sistema de rota. Les cases de les possessions són més petites i menys riques que les cases de possessions de la Serra de Tramuntana en consonància amb la pobresa de les terres, a excepció de les cases de la possessió de Sa Torre. D'aquestes explotacions, en resta la toponímia, les segregacions de les garrigues, tancades amb paret de pedra seca, i les barraques de roter. Amb l'arribada del turisme de masses, han estat transformats els terrenys més propers a la mar, amb la construcció d'urbanitzacions (Tolleric, Badia Gran, Badia Blava, Sa Torre, Puigderrós i Maioris Décima al ponent; Cala Pi, Vallgornera Nou i Es Pas de Vallgornera al migjorn) i algun hotel. D'altra banda, la zona interior ha estat ocupada, parcialment, com espai de segona residència per causa de la baixa rendibilitat de les explotacions de cereals i d'arbrat de secà (ametllers majoritàriament, garrovers figueres).